# Monte Hacho
O Monte Hacho é uma colina existente na cidade de Ceuta, no norte da África. Domina a península de Almina, no extremo leste do território.
Segundo alguns seria Monte Abyla ou Abila (Mons Abila), uma das Colunas de Hércules. Outros identificam esse monte com o Jbel Musa, situado cerca de 10 km a oeste.

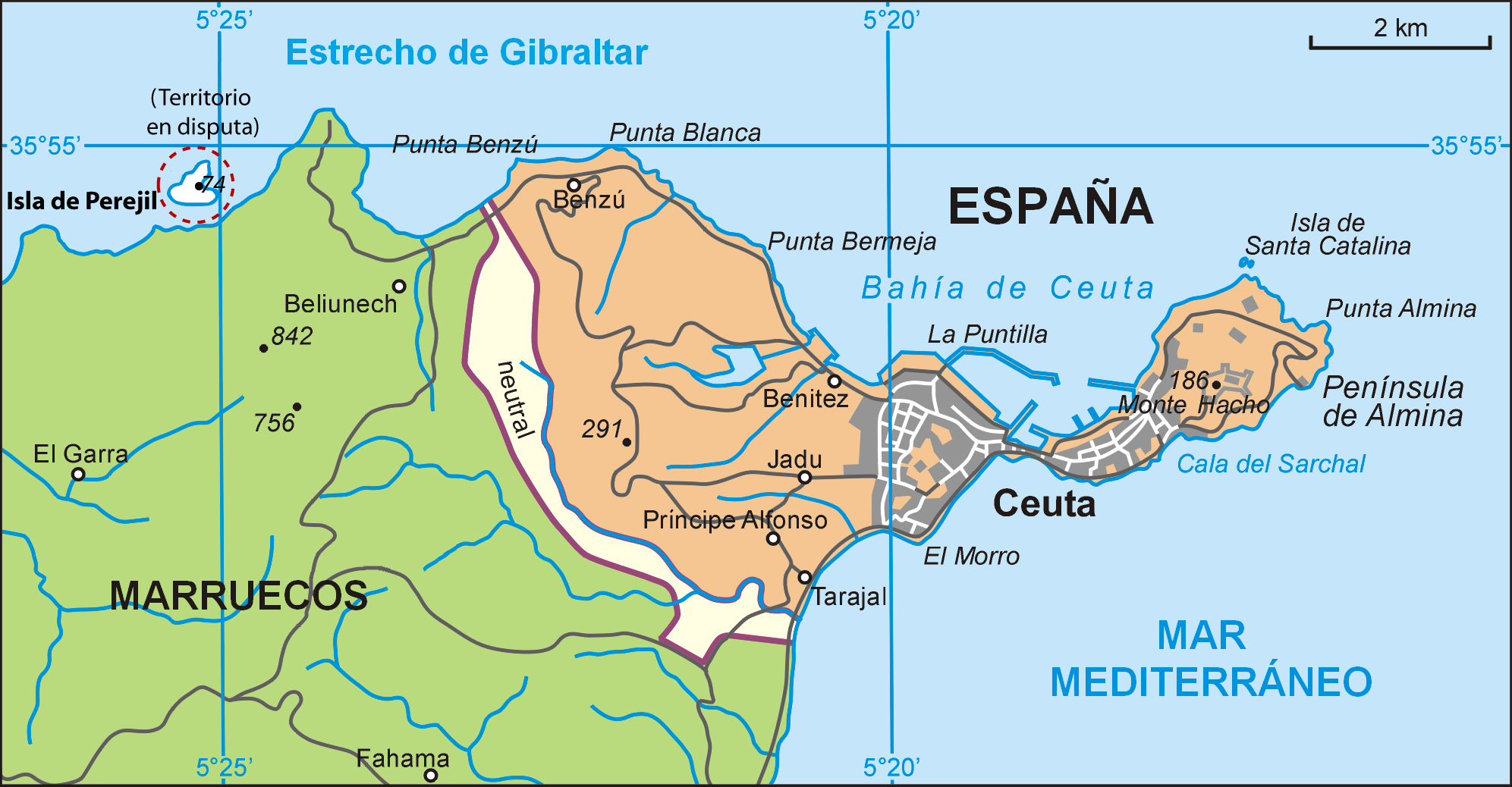
Mapa de Ceuta com a localização do monte Hacho e península de Almina